# Новая Диброва (Житомирская область)
Но́вая Дибро́ва (укр. Нова Діброва) — село на Украине, основано в 1880 году, находится в Малинском районе Житомирской области.
Код КОАТУУ — 1823483204. Население по переписи 2001 года составляет 118 человек. Почтовый индекс — 11600. Телефонный код — 4133. Занимает площадь 0,694 км².

## Адрес местного совета
11615, Житомирская область, Малинский р-н, с. Диброва